# Brauner Nadelwald-Spanner

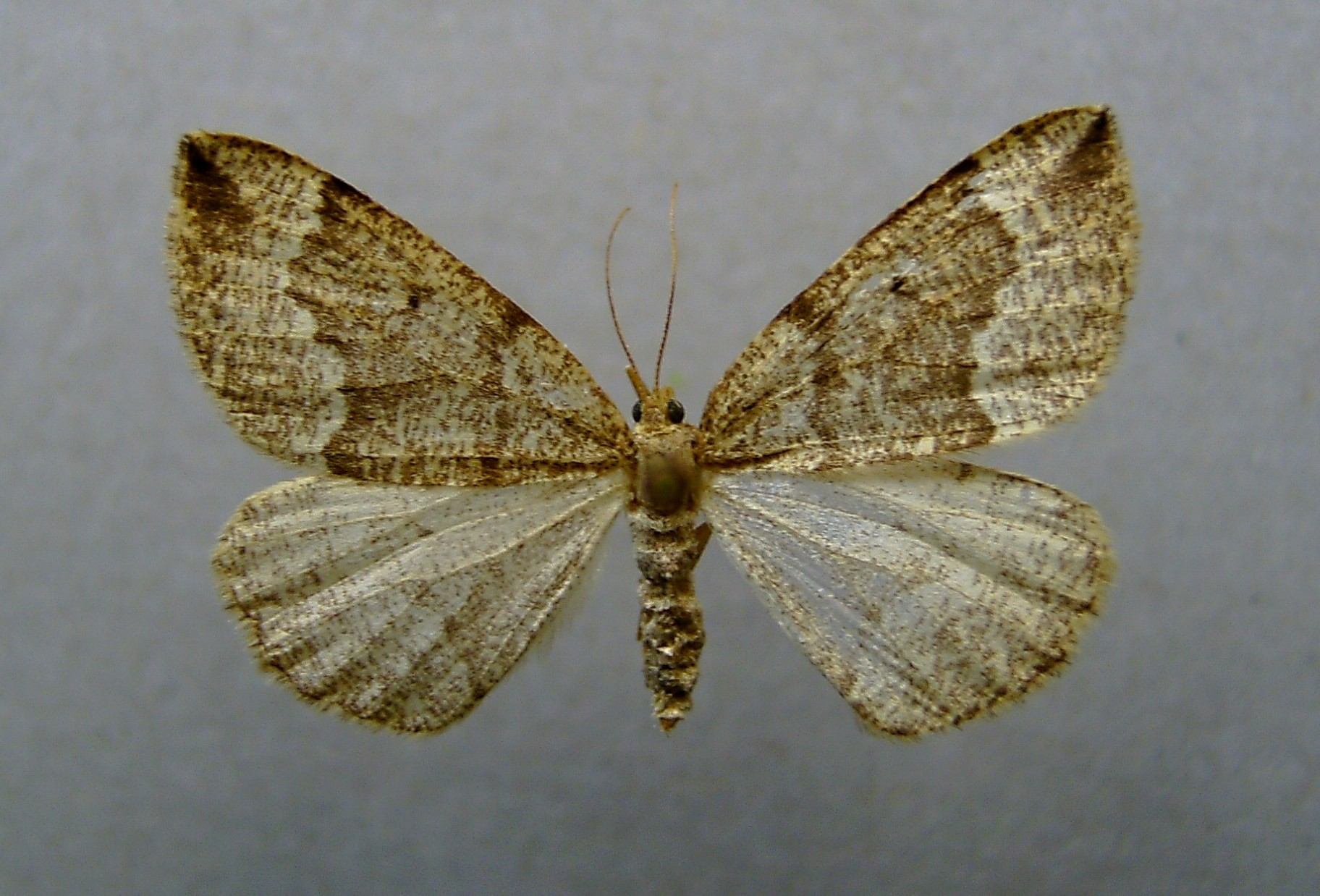
Präparat eines Braunen Nadelwald-Spanners

Der Braune Nadelwald-Spanner (Pungeleria capreolaria), auch als Tannen-Staubbandspanner bezeichnet, ist ein Schmetterling (Nachtfalter) aus der Familie der Spanner (Geometridae).

## Merkmale

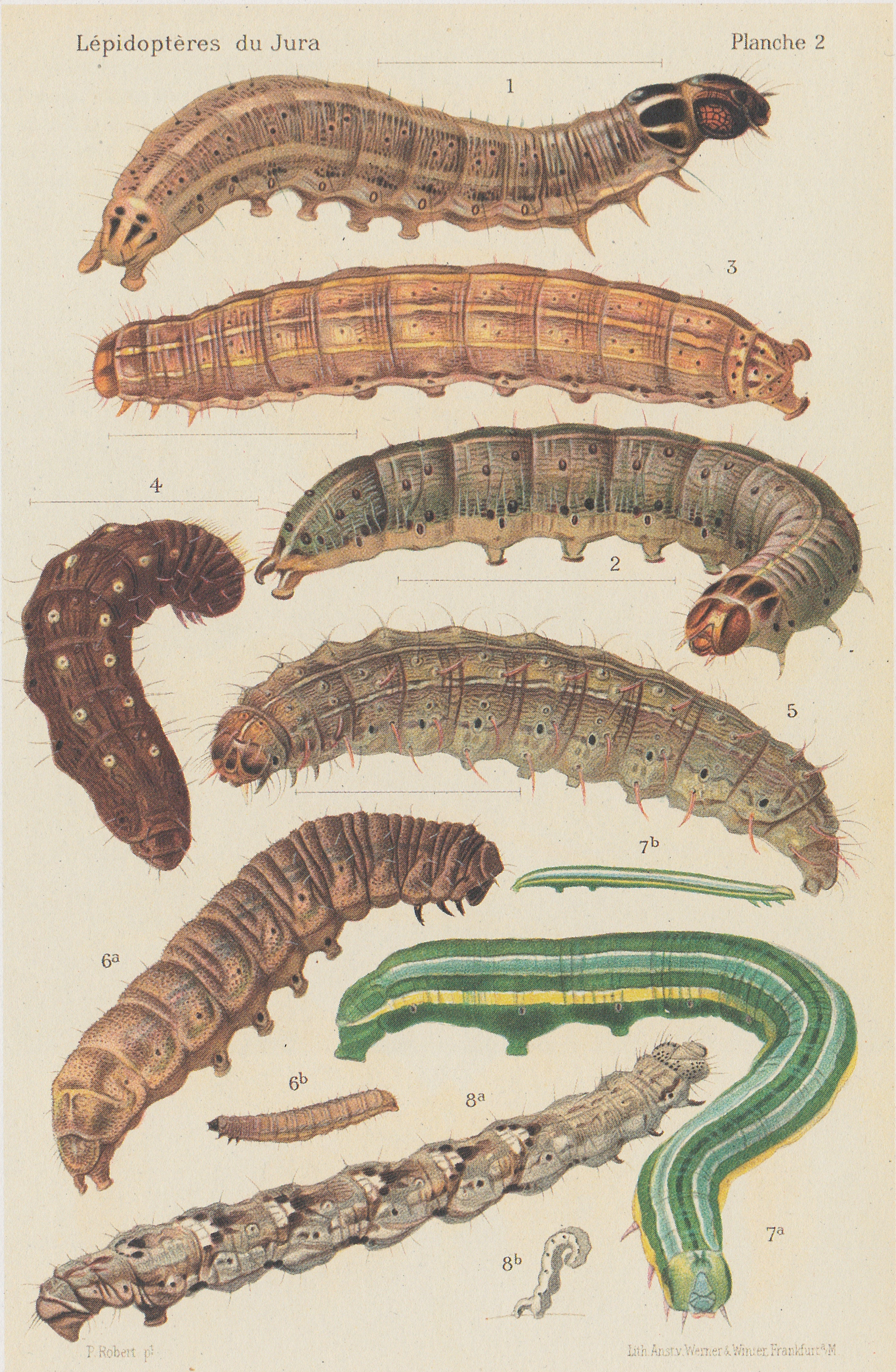
Nr. 7: Raupe des Braunen Nadelwald-Spanner

### Falter
Die Flügelspannweite der Falter beträgt 30 bis 38 Millimeter. Ihre Grundfärbung reicht von grau über braungrau bis zu gelbgrau. Sie zeigen auf den Vorderflügeln ein verdunkeltes Mittelfeld, das sich von der Mitte bis zum Vorderrand verschmälert und von schwärzlichen Querlinien begrenzt wird. Außerdem ist ein schwarzer Diskalfleck zu erkennen. Arttypisch ist ein breiter, dunkler Teilungsstrich in der Flügelspitze. Die Hinterflügel sind heller gefärbt und zeigen eine undeutliche Querlinie.

### Raupe
Die Raupen haben eine grünweiße Längsstreifung, die auf Tannennadeln zu einer nahezu perfekten Tarnung führen.

### Ähnliche Arten
Eine gewisse Ähnlichkeit besteht zum Pulverspanner (Plagodis pulveraria), dem jedoch der Teilungsstrich in der Vorderflügelspitze fehlt.

## Geographische Verbreitung und Vorkommen
Der Braune Nadelwald-Spanner kommt in den Gebirgen Südeuropas, auf dem Balkan sowie dem Kaukasus vor, fehlt jedoch auf den Britischen Inseln und in Fennoskandinavien. In den Alpen steigt er bis auf 1800 Meter. Die Art ist in Tannen-, Misch- und Fichtenwäldern zu finden.

## Lebensweise
Die Falter fliegen in einer Generation von Mitte Juni bis Anfang September. Sie ruhen am Tage zumeist an Baumstämmen, fliegen jedoch zuweilen auch im Wald oder an Waldrändern und wurden auch bei der Nahrungsaufnahme an Besenheide (Calluna vulgaris) beobachtet. Sie lassen sich nachts durch künstliches Licht anlocken. Die Raupen ernähren sich von Gemeiner Fichte (Picea abies) oder Weißtanne (Abies alba). Die Raupen überwintern.

## Gefährdung
Der Braune Nadelwald-Spanner wird auf der Roten Liste gefährdeter Arten als nicht gefährdet geführt.

## Systematik
In älterer Literatur wird als Gattungsname zuweilen Puengeleria verwendet. Frédéric de Rougemont, der die Gattung beschrieb, vergab den Namen zwar zu Ehren vom Rudolf Püngeler, nannte die Gattung jedoch Pungeleria.